# John Zaritsky
John Zaritsky (* 13. Juli 1943 in St. Catharines, Ontario; † 30. März 2022 in Vancouver, British Columbia) war ein kanadischer Regisseur und Produzent von Dokumentarfilmen.

## Leben
Zaritsky studierte an der University of Toronto und arbeitete danach als Zeitungsreporter. 1970 erhielt er ein Stipendium der Ford Foundation für das Studium am Washington Journalism Center. Für seine erste Regiearbeit Ein Student ist verschwunden, bei der er auch als Produzent wirkte, erhielt er 1983 den Oscar. Drei Jahre später erhielt er für Tears Are Not Enough den Genie Award, den wichtigsten Filmpreis Kanadas. Zwischen 2005 und 2008 war er drei Mal für den Gemini Award nominiert, davon konnte er den Preis zwei Mal erringen.
Sein Dokumentarfilm Right to Die?, der die aktive Sterbehilfe zum Thema hat, sorgte 2008 für weltweites Aufsehen.
Zaritskys dokumentarische Arbeiten wurden in 35 Ländern gezeigt und auf internationalen Festivals ausgeführt und ausgezeichnet. Er lehrte documentary studies an der University of British Columbia und war artist in residence an der University of California, Berkeley. Er starb im Alter von 79 Jahren im Vancouver General Hospital. Er hinterließ seine Ehefrau und zwei Kinder.

## Filmografie (Auswahl)
- 1981: Ein Student ist verschwunden (Just Another Missing Kid; Regie und Produktion)
- 1985: Tears Are Not Enough (Regie)
- 1990–2010: Frontline (Regie, Drehbuch und Produktion)
- 2001: Ski Bums (Regie)
- 2004: College Days, College Nights (Regie)
- 2007: The Suicide Tourist (Regie, Drehbuch und Produktion)
- 2007: The Wild Horse Redemption (Regie, Drehbuch und Produktion)
- 2010: Leave Them Laughing (Regie und Produktion)
- 2012: Do You Really Want to Know? (Regie)

## Auszeichnungen
- 1983: Oscar für Ein Student ist verschwunden
- 1986: Genie-Award-Nominierung für Tears Are Not Enough
- 2005: Gemini Award für College Days, College Nights
- 2007: Gemini-Award-Nominierung für The Suicide Tourist
- 2008: Gemini Award für The Suicide Tourist